# Bitis atropos
Bitis atropos är en ormart som beskrevs av Carl von Linné 1758. Bitis atropos ingår i släktet Bitis och familjen huggormar. IUCN kategoriserar arten globalt som livskraftig.
Denna huggorm förekommer med flera från varandra skilda populationer i södra Afrika i Zimbabwe, Moçambique, Sydafrika, Lesotho och Swaziland. Den lever i låglandet och i bergstrakter upp till 3000 meter över havet. Arten vistas på bergsängar och på andra gräsmarker. Individerna gömmer sig bakom klippor eller bakom större gräsklumpar.

## Underarter
Arten delas in i följande underarter:
- B. a. atropos
- B. a. unicolor